# Conchifera
Conchifera är en understam av blötdjur (Mollusca) som sammanfattar fem klasser.
Conchifera är systergruppen till understammen Aculifera. De flesta medlemmar av Conchifera har bara ett enda skal som skyddar kroppen. Medlemmar av Aculifera har däremot åtta skaldelar eller inget skal alls.
Understammens position i systematiken syns i följande kladogram.
|  | Maskmollusker (Aplacophora) |
|  |                             |
|  | Ledsnäckor (Polyplacophora) |
|  |                             |

|  | Bläckfiskar (Cephalopoda)    |
|  |                              |
|  | Urmollusker (Monoplacophora) |
|  |                              |

|  | Tandsnäckor (Scaphopoda)                                                    |
|  |                                                                             |
|  | \| \| Musslor (Bivalvia) \| \| \| \| \| \| Snäckor (Gastropoda) \| \| \| \| |
|  |                                                                             |
|  | Musslor (Bivalvia)                                                          |
|  |                                                                             |
|  | Snäckor (Gastropoda)                                                        |
|  |                                                                             |

|  | Musslor (Bivalvia)   |
|  |                      |
|  | Snäckor (Gastropoda) |
|  |                      |

|  | Bläckfiskar (Cephalopoda)    |
|  |                              |
|  | Urmollusker (Monoplacophora) |
|  |                              |

|  | Tandsnäckor (Scaphopoda)                                                    |
|  |                                                                             |
|  | \| \| Musslor (Bivalvia) \| \| \| \| \| \| Snäckor (Gastropoda) \| \| \| \| |
|  |                                                                             |
|  | Musslor (Bivalvia)                                                          |
|  |                                                                             |
|  | Snäckor (Gastropoda)                                                        |
|  |                                                                             |

|  | Musslor (Bivalvia)   |
|  |                      |
|  | Snäckor (Gastropoda) |
|  |                      |

|  | Maskmollusker (Aplacophora) |
|  |                             |
|  | Ledsnäckor (Polyplacophora) |
|  |                             |

|  | Bläckfiskar (Cephalopoda)    |
|  |                              |
|  | Urmollusker (Monoplacophora) |
|  |                              |

|  | Tandsnäckor (Scaphopoda)                                                    |
|  |                                                                             |
|  | \| \| Musslor (Bivalvia) \| \| \| \| \| \| Snäckor (Gastropoda) \| \| \| \| |
|  |                                                                             |
|  | Musslor (Bivalvia)                                                          |
|  |                                                                             |
|  | Snäckor (Gastropoda)                                                        |
|  |                                                                             |

|  | Musslor (Bivalvia)   |
|  |                      |
|  | Snäckor (Gastropoda) |
|  |                      |

|  | Bläckfiskar (Cephalopoda)    |
|  |                              |
|  | Urmollusker (Monoplacophora) |
|  |                              |

|  | Tandsnäckor (Scaphopoda)                                                    |
|  |                                                                             |
|  | \| \| Musslor (Bivalvia) \| \| \| \| \| \| Snäckor (Gastropoda) \| \| \| \| |
|  |                                                                             |
|  | Musslor (Bivalvia)                                                          |
|  |                                                                             |
|  | Snäckor (Gastropoda)                                                        |
|  |                                                                             |

|  | Musslor (Bivalvia)   |
|  |                      |
|  | Snäckor (Gastropoda) |
|  |                      |

För blötdjurens systematik finns även andra teorier.